# Gilda (cantante argentina)
Gilda, pseudonimo di Miriam Alejandra Bianchi (Buenos Aires, 11 ottobre 1961 – Villa Paranacito, 7 settembre 1996), è stata una cantautrice argentina.

## Biografia
Scelse il nome d’arte in onore dell’eponima femme fatale del film Gilda, interpretata da Rita Hayworth. L’incontro con il musicista e agente Juan Carlos “Toti” Giménez fece di Gilda una vocalist prima del gruppo musicale La Barra e poi della band Crema Americana. Nel 1993, dopo che Giménez la convinse a intraprendere una carriera da solista, Gilda incise De corazón a corazón per la casa musicale Magenta. L’anno successivo pubblicò l’album La única, contenente le hit Corazón herido e La puerta. Nel 1995 fu la volta di Pasito a pasito, contenente l’omonimo brano di successo e No me arrpiento de este amor, probabilmente la sua canzone più conosciuta.
Il 7 settembre del 1996 Gilda morì a causa di un tragico incidente d’auto, mentre si trovava in tour per promuovere il suo ultimo album, Corazón valiente. Un camion tagliò la strada al bus della cantante, sul quale si trovavano anche la madre, la figlia, e tre musicisti della sua band.
Nel periodo precedente l’incidente, Gilda stava lavorando ad un nuovo album per il quale aveva già registrato cinque canzoni che furono incluse nell’album postumo No es mi despedida (1997). Quest’album contiene Se me ha perdido un corazón, una delle sue canzoni più famose. Un altro album, Las alas del alma, contenente altro materiale inedito, è stato pubblicato nel 1999.

## Nella cultura di massa
Nel 2012 Alejandro Margulis ha pubblicato Gilda, la abanderada de la bailanta (Grupo Editorial Planeta), unica biografia autorizzata della cantante.
Nel 2015 Iván Espeche diresse il dramma teatrale Gilda, con Florencia Berthold nel ruolo di protagonista.
Il 15 settembre 2016, per il ventennale della morte, venne distribuito I’m Gilda, un film biografico sulla vita e carriera della cantante, con Natalia Oreiro nel ruolo di protagonista. Partecipano al film anche diversi musicisti della sua band originale.

## Discografia

### Album in studio
- 1992 – De corazón a corazón – Disgal S.A.
- 1993 – La única – Clan Music
- 1994 – Pasito a pasito con... Gilda  – Clan music / Santa Fe Records
- 1995 – Corazón valiente – Leader Music
- 1996 – Si hay alguien en tu vida – Magenta Discos
- 1997 – Entre el cielo y la tierra – Leader Music (postumo)

### Altri album
- 1997 – 17 Grandes éxitos y remixes – Por siempre Gilda – Universal Music Group
- 1997 – Un sueño hecho realidad – Magenta Discos
- 1998 – Por siempre Gilda 2 – Grandes Exitos y Remixados – Universal Music Group
- 1999 – Cuando canta el corazón – Universal Music Group
- 1999 – Las alas del alma – Leader Music
- 1999 – Un sueño hecho realidad 2 – Magenta Discos
- 1999 – Gildance – Músicavisión
- 1999 – El álbum de oro – Universal Music Group
- 2000 – Desde el alma [Grandes éxitos] – Universal Music Group
- 2004 – Colección furia tropical – Warner Bros. Records
- 2005 – Colección de oro Vol 1 – Magenta Discos
- 2005 – Colección de oro Vol 2 – Magenta Discos
- 2006 – Megamix – Leader Music
- 2007 – La única – Leader Music
- 2008 – La más grande – Magenta Discos
- 2011 – Un amor verdadero (DVD) – Leader Music
- 2011 – 20 grandes éxitos – Leader Music
- 2011 – No me arrepiento de este amor – Leader Music
- 2014 – Grandes éxitos – Magenta Discos